# Eulomalus lombokanus
Eulomalus lombokanus är en skalbaggsart som beskrevs av Cooman 1937. Eulomalus lombokanus ingår i släktet Eulomalus och familjen stumpbaggar. Inga underarter finns listade i Catalogue of Life.